# Kamov Ka-25

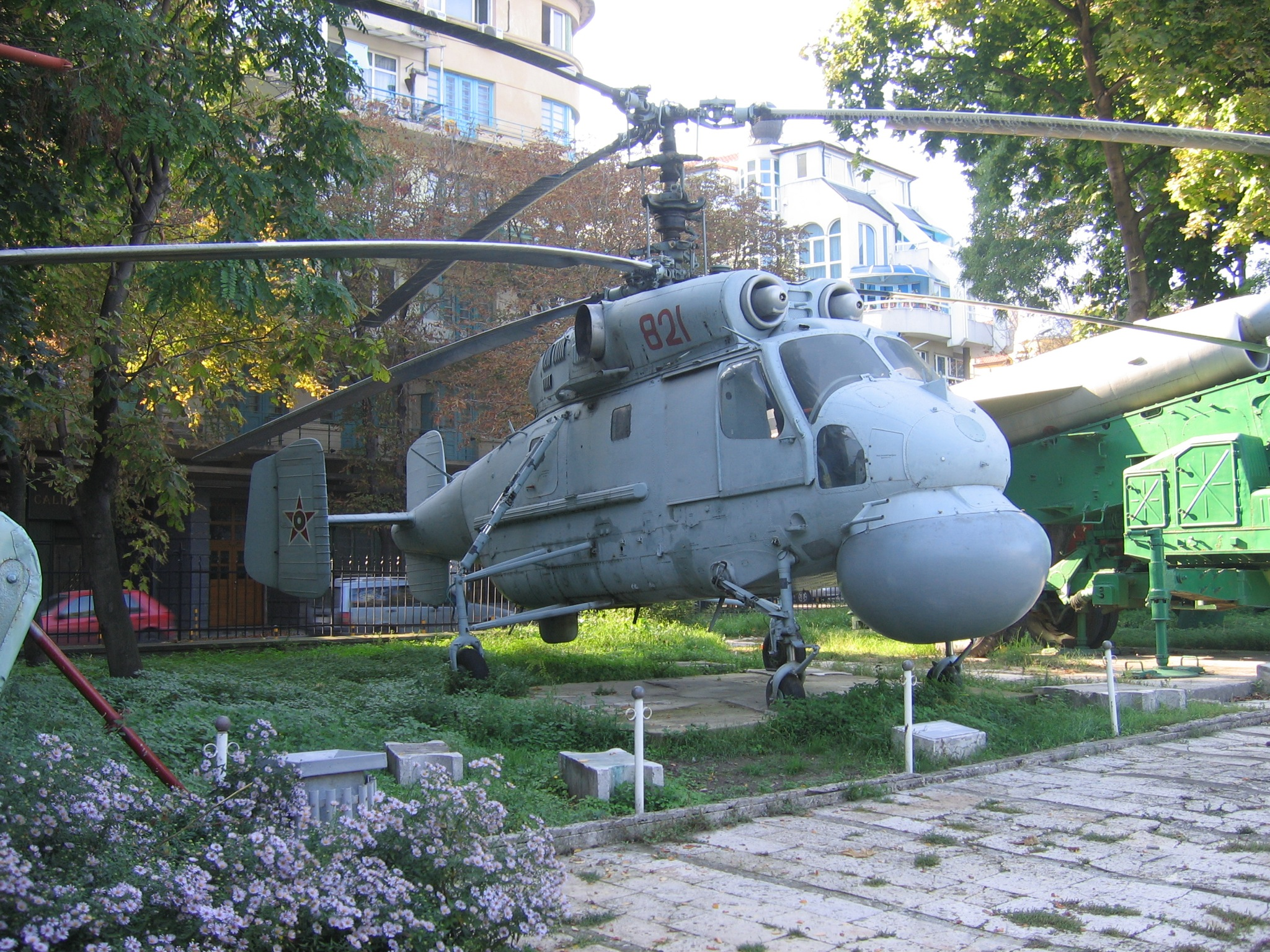
Ka-25Ts har en större och rundare radom under nosen.

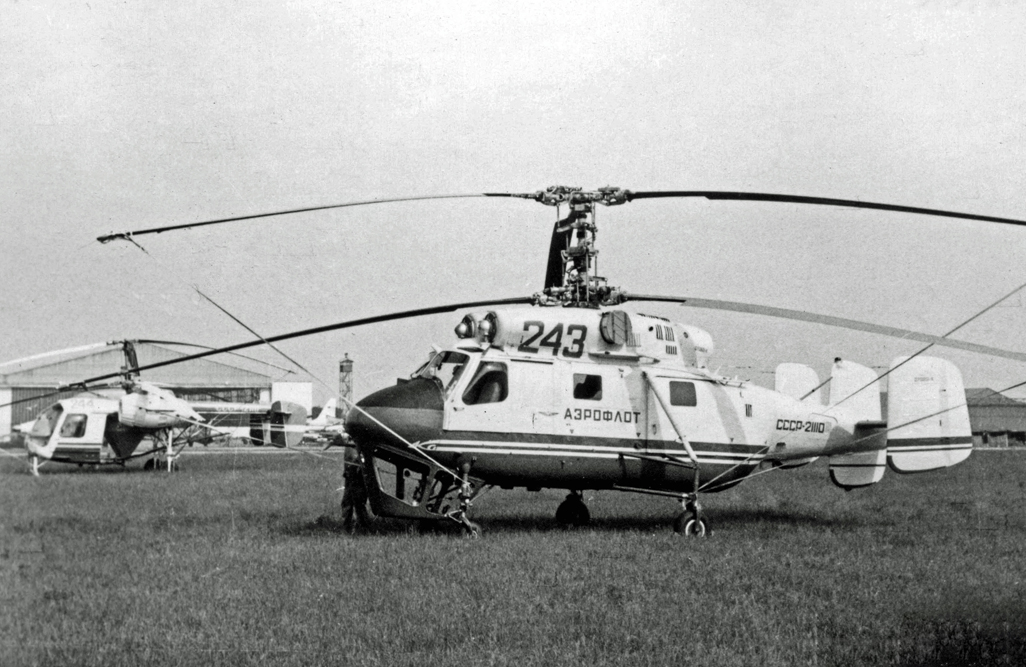
En Ka-25K på Le Bourgets flygplats i juni 1967. I stället för radar har den en bakåtvänd kabin för vinschoperatören under nosen.

Kamov Ka-25 (NATO-rapporteringsnamn Hormone) är en sovjetisk ubåtsjakthelikopter som började utvecklas i slutet av 1950-talet.

## Historik
Sovjetiska flottans starka tillväxt under 1950-talet skapade ett behov av en marinhelikopter för ubåtsjakt. Nikolaj Kamovs kompakta konstruktioner med koaxialrotorer hade fångat flottans intresse och när han 1961 presenterade sin första gasturbindrivna helikopter Ka-20 beställde flottan en militär modell som fick beteckningen Ka-25. När prototypen visades för allmänheten första gången bar den två robotattrapper vilket ledde till att man i väst länge trodde att Ka-25 kunde bära attackroboten Ch-23 Grom.

## Konstruktion
Flygkroppen är byggd i duraluminium. Kabindörren på babords sida och dörrarna till cockpit är skjutdörrar som öppnas bakåt. På styrbords sida av kabinen finns en mindre nödutgång med gångjärn i främre kanten. Vindrutan avisas med alkohol. Bakom kabinen sitter en kort stjärtbom med tre fenor varav de två yttre har roder som används för att styra helikoptern vid autorotation. Ovanför kabinen sitter de två motorerna. Ursprungligen användes Glusjenkov GTD-3F på 900 hästkrafter, men sedan 1972 används kraftigare Glusjenkov GTD-3M på 1000 hk. Dessa driver en reduktionsväxel med fyra seriekopplade planetväxlar som i sin tur driver två koaxialrotorer, där den övre snurrar medurs och den undre moturs. Rotorerna har tre blad vardera och har elektrisk avisning. Växellådan driver även en generator på 40 kW. Landningsstället är fast monterat på alla modeller utom Ka-25Ts där de främre hjulen kan fällas upp för att inte skapa döda vinklar för radarn.

## Versioner
- Ka-25PL – (PL = Podvodnych Lodov = ubåtsjakt) Ubåtsjakthelikopter med dopphydrofon, sonarbojar och målsökande ubåtsjakttorpeder.
- Ka-25Ts – (Ts = Tseleukazanija = eldledning) Radarspaningshelikopter utan beväpning men med den betydligt kraftigare radarn Uspech (framgång). Används för att lokalisera mål för moderfartygets sjömålsrobotar.
- Ka-25PS – (PS = Poiskovo-Spasatelnaja = sök och räddning) Räddningshelikopter utan beväpning men med vinsch, strålkastare och radiopejl.
- Ka-25PLJu – Ubåtsjakthelikopter modifierad för att kunna fälla atomladdade sjunkbomber.
- Ka-25PLE – Helikopter specialbyggd för att lokalisera rymdsonder.
- Ka-25PLS – Ubåtsjakthelikopter med möjlighet att avfyra den trådstyrda torpeden VTT-1 Strizj. Helikoptern har en wiretrumma och styrutrustningen Aist-K.
- Ka-25L – (L = Laboratorija) Helikopter byggd för hydrologiska studier.
- Ka-25K – (K = Kran) Civil helikopterversion med tolv säten och en centralt monterad vinsch kapabel att lyfta 2 ton.
- Ka-25BT – (BT = Buksirovsjtjik Trala = Minsvepbogserare) Helikopter byggd för att röja minor genom att bogsera minsvep.
- Ka-25BSjZ – (BSjZ = Buksirovsjtjik Sjnurovych Zarjadov = Skenmålbogserare) Helikopter byggd för att röja minor genom att bogsera skenmål.
- Ka-25Sj – Taktisk transporthelikopter avsedd för att luftlandsätta trupper från landstigningsfartyg. Beväpnad med raketer och kulsprutor.
- Ka-25ROMB – Spaningshelikopter med signalspaningsutrustning.

## Användare
- Bulgariska flottan – Tagna ur tjänst under 1990-talet.
- Indiens flotta – Ersatta av Ka-28.
- Rysslands flotta – Ersatta av Ka-27.
- Serbiens flygvapen – Fyra kvar i tjänst. Två förstördes i Podgorica under Kosovokriget.
- Syriens flygvapen – Tagna ur tjänst.
- Ukrainska flottan – Ersatta av Ka-27.
- Vietnams flygvapen – Tolv stycken fortfarande i tjänst.

### Webbkällor
Den här artikeln är helt eller delvis baserad på material från ryskspråkiga Wikipedia, Ка-25, tidigare version.
Den här artikeln är helt eller delvis baserad på material från engelskspråkiga Wikipedia, Kamov Ka-25, tidigare version.